# Marilyn Manson (skupina)
Marilyn Manson je rock skupina, ustanovljena v Los Angelesu, v ameriški zvezni državi Kaliforniji. Bend, znan kot zagovornik razkola in ki se pogosto poslužuje spornih prispodob v besedilih, je največkrat opisan kot šokrokerski. Skupino je težko kategorizirati, kajti izraža vplive iz različnih zvrsti, kot so hard rock z elementi industrijskega metala, heavy metal in glam rock. Vsak album zase predstavlja poseben in individualen zvok, kajti skupina in vodilni član le-te, Marilyn Manson (po katerem skupina nosi ime), si za vsak album posebej izmisli in nato uporablja unikatno celostno podobo in estetiko. Skupina je bila ustanovljena leta 1989 v Fort Lauderdaleju na Floridi kot "Marilyn Manson and the Spooky Kids".
Edinstveni teaterski nastopi skupine so lokalni kult še ojačali, kar je pripeljalo do oblikovanja središčne oboževalske skupine, razširjene po vsem svetu.

## Diskografija
- Portrait of an American Family (1994)
- Smells Like Children (1995)
- Antichrist Superstar (1996)
- Remix & Repent (1997)
- Mechanical Animals (1998)
- The Last Tour on Earth (1999)
- Holy Wood (In the Shadow of the Valley of Death) (2000)
- The Golden Age of Grotesque (2003)
- Lest We Forget (album) (2004)
- Eat Me, Drink Me (2007)
- The High End of Low (2009)
- Born Villain (2012)
- The Pale Emperor (2015)
- Heaven Upside Down (2017)
- We Are Chaos (2020)